# Juvaincourt
Juvaincourt település Franciaországban, Vosges megyében. Lakosainak száma 183 fő (2022. január 1.). Juvaincourt Baudricourt, Domvallier, Frenelle-la-Petite, Oëlleville és Puzieux községekkel határos.

## Népesség
A település népességének változása:
| Lakosok száma | 187  | 186  | 188  | 184  | 183  | 179  | 181  | 182  | 183  |
|               | 2013 | 2015 | 2016 | 2017 | 2018 | 2019 | 2020 | 2021 | 2022 |